# Partyzánský hřbitov (Priština)

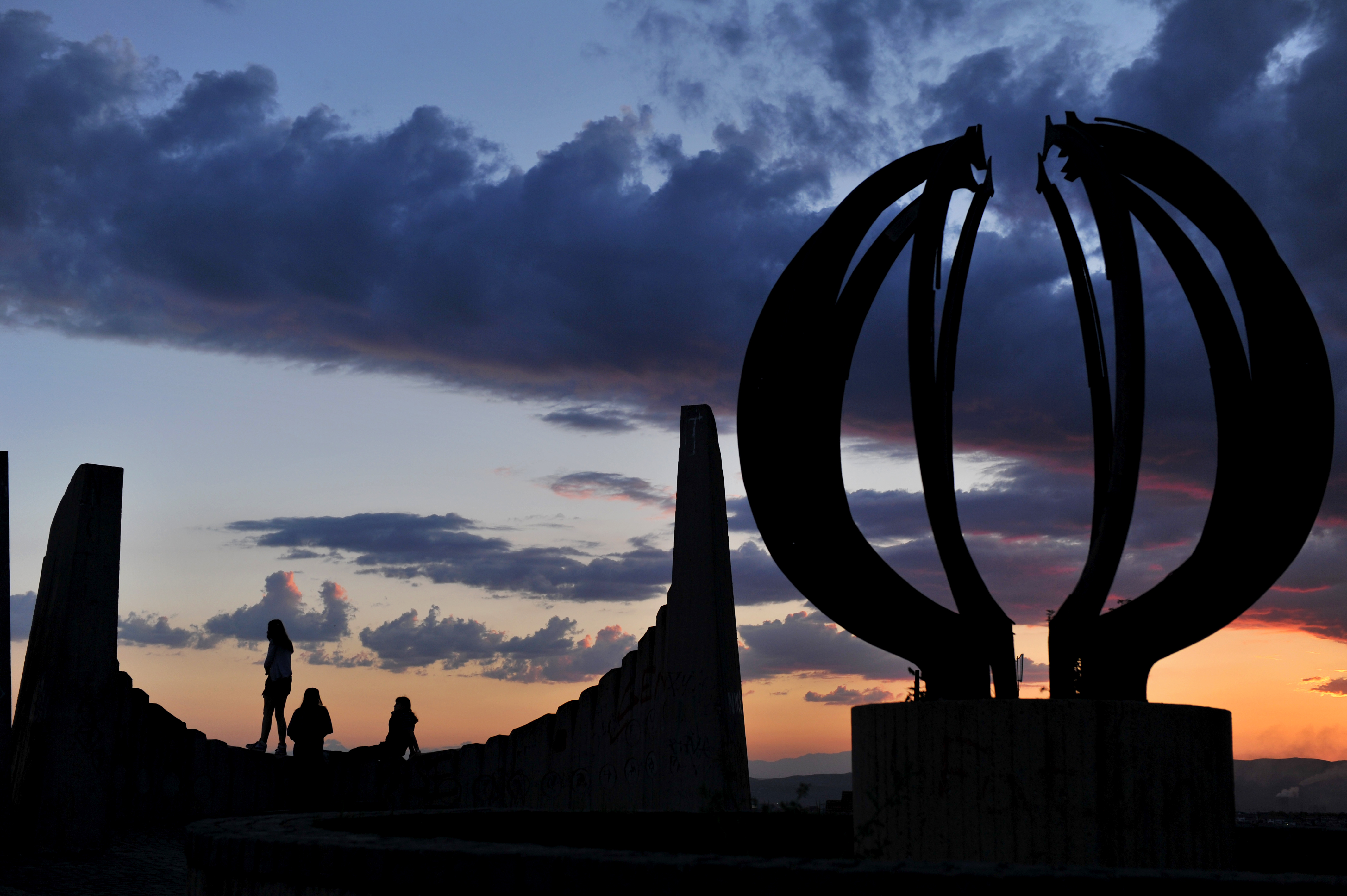
Centrální část památníku.

Partyzánský hřbitov (srbsky Спомен гробље палим борцима/Spomen groblje palim borcima) v metropoli Kosova, Prištině je místem odpočinku 220 bojovníků jugoslávských partyzánů a obětí fašismu. Nachází se v městské části Velenija. Památník tvoří několik betonových oblouků ve tvaru mušlí s ústřední sochou glóbu z bronzu. V současné době je chráněn jako kulturní památka.
Památník na místě hřbitova vznikl v roce 1961 podle návrhu architekta Svetislava Ličiny. Po válce v Kosovu a bombardování NATO v roce 1999 nechalo město Priština zbudovat i památník bojovníků UÇK. Na hřbitově se také nachází hrob kosovskoalbánského politika Ibrahima Rugovy. Brutalistický objekt z časů SFRJ nicméně prištinská městská správa navrhovala v roce 2013 strhnout; namísto něho měl vzniknout památník právě Ibrahima Rugovy. O záměru likvidace původního památníku nicméně v příslušné době nebylo informováno sdružení partyzánů Kosova.